# Robert Ambroziewicz
Robert Wiesław Ambroziewicz (ur. 18 lutego 1969 w Siedlcach) – polski polityk, samorządowiec, poseł na Sejm V kadencji.

## Życiorys
W 2001 ukończył studia na Akademii Podlaskiej w Siedlcach w zakresie zarządzania i marketingu. Od 1991 prowadził własną działalność gospodarczą. Należał do Stronnictwa Konserwatywno-Ludowego, w 2001 przystąpił do Platformy Obywatelskiej. Został członkiem władz krajowych i regionalnych tej partii.
W 2001 bezskutecznie kandydował do Senatu z ramienia Bloku Senat 2001, a w 2004 do Parlamentu Europejskiego z listy PO. W latach 2002–2005 pełnił funkcję zastępcy prezydenta Siedlec.
W wyborach parlamentarnych w 2005, startując w okręgu siedleckim, uzyskał mandat poselski. W 2007 bez powodzenia kandydował w wyborach do Senatu. W 2008 został zastępcą prezesa zarządu mazowieckiego Wojewódzkiego Funduszu Ochrony Środowiska i Gospodarki Wodnej.